# قطعنامه ۱۳۸۵ شورای امنیت
قطعنامه ۱۳۸۵ شورای امنیت سازمان ملل متحد که در تاریخ ۱۹ دسامبر ۲۰۰۱ تصویب شد، سندی بین‌المللی دربارهٔ بررسی وضعیت در سیرالئون است. این قطعنامه طی نشست ۴۴۴۲ام با ۱۵ رای موافق، ۰ مخالف و ۰ ممتنع تصویب شد.